# Rhodospatha acosta-solisii
Rhodospatha acosta-solisii Croat – gatunek wieloletnich, wiecznie zielonych pnączy z rodziny obrazkowatych, endemicznych dla północnego Peru, zasiedlających wilgotne lasy równikowe.